# 조지프 웨더번
조지프 헨리 매클래건 웨더번(영어: Joseph Henry Maclagen Wedderburn, 1882~1948)은 스코틀랜드의 수학자이다. 추상대수학에 기여하였다.

## 생애
웨더번은 14명의 남매 가운데 10번째로 태어났다. 아버지 알렉산더 웨더번(영어: Alexander Wedderburn)은 의사였고, 어머니는 앤 오길비(영어: Anne Ogilvie)였다.
1898년에 에든버러 대학교에 입학하였고, 석사 학위를 취득하였다. 이후 라이프치히 대학교와 베를린 훔볼트 대학교에 유학하면서 페르디난트 게오르크 프로베니우스와 이사이 슈어를 만났고, 시카고 대학교에서 오즈월드 베블런과 레너드 유진 딕슨(영어: Leonard Eugene Dickson)을 만났다.
1905년에 스코틀랜드로 귀국하여, 에든버러 대학교에서 1908년에 박사 학위를 취득하였다. 1909년에 프린스턴 대학교 수학 강사(영어: preceptor)가 되었다.
제1차 세계 대전 동안 영국 국군에 지원하여 참전하였다.
전후 프린스턴에 돌아와 1921년에 조교수(영어: associate professor)가 되었다. 1933년에 영국 왕립 학회 회원으로 선출되었다.
웨더번은 평생 독신이었으며, 프린스턴 대학교에서도 오직 세 명의 학생만을 지도하였다. (그 가운데 하나는 네이선 제이컵슨이다.) 1945년에 63세의 나이로 일찍 은퇴하였다.
1948년 10월 9일에 숨진 채로 발견되었으며, 며칠 전에 심장 마비로 사망한 것으로 추정된다.

## 같이 보기
- 웨더번 정리
- 나눗셈환
- 단순환